# Światowy Apostolat Fatimski

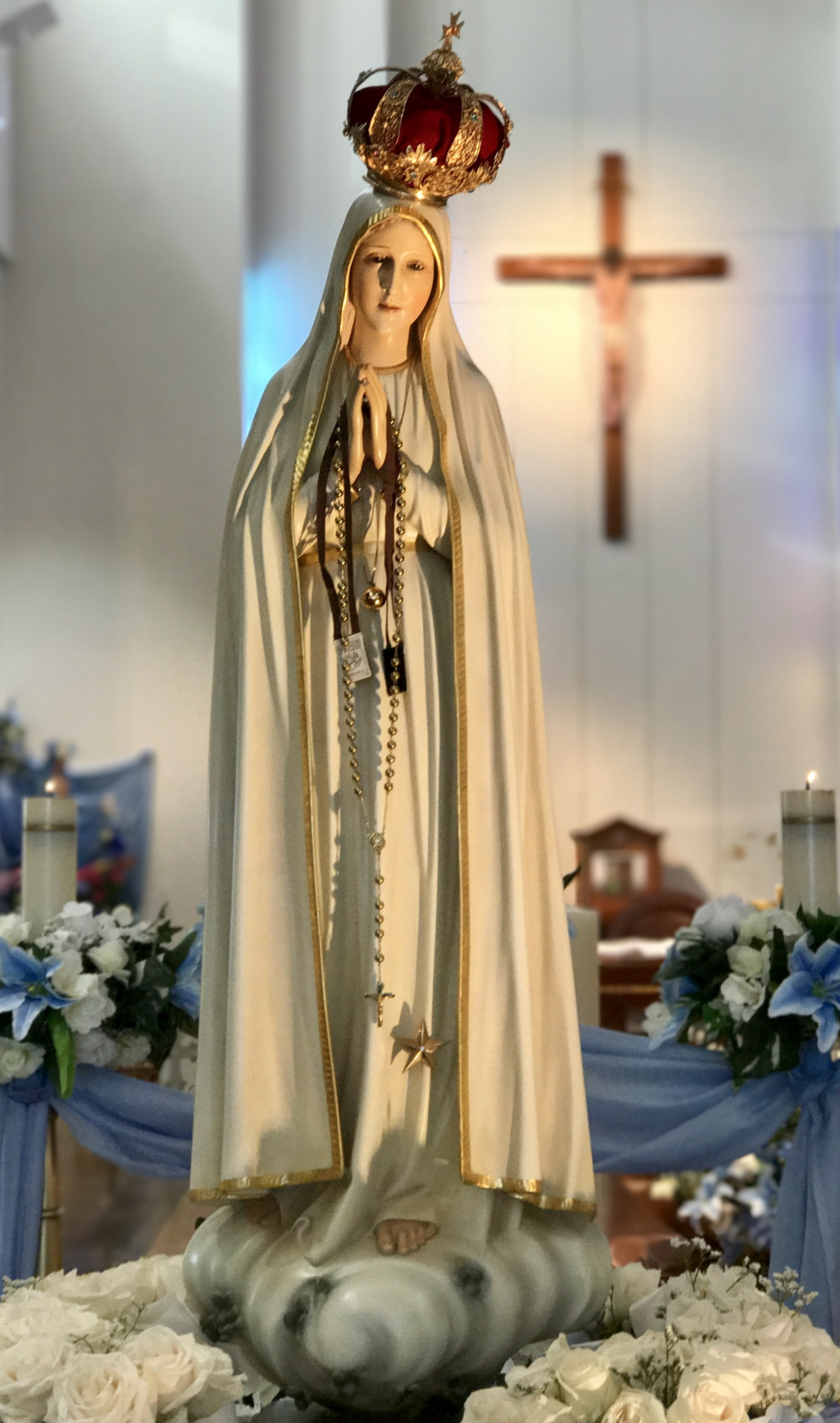
Figurka Matki Bożej Fatimskiej w kościele w Sparks (USA)

Światowy Apostolat Fatimski (ang. World Apostolate of Fátima), znany wcześniej jako Niebieska Armia Maryi lub Błękitna Armia Maryi (ang. Blue Army of Our Lady of Fátima) – organizacja katolicka, posiadającą aprobatę Stolicy Apostolskiej. Jej celem jest propagowanie orędzia z Fatimy i podejmowanie wszelkich możliwych inicjatyw, by świat wypełnił prośby przekazane podczas fatimskich objawień.
Organizacja powstała w 1947 roku w USA. Jej założycielem byli ksiądz Harold Colgan oraz pisarz John Haffert. Ich inicjatywa szybko przekształciła się w apostolat międzynarodowy, a w jej szeregach pod koniec lat 80. znajdowało się 10 milionów osób. Obecnie działa w 110 krajach. 

## Historia
Światowy Apostolat Fatimski istniał początkowo jako Błękitna Armia Maryi, która powstała w USA w czasach, kiedy orędzie Matki Bożej Fatimskiej było mało znane w Stanach Zjednoczonych. Jej inicjatorem był ksiądz Harold V. Colgan, który zafascynowany tematyką objawień fatimskich w swym kościele parafialnym w Painfield, w stanie New Jersey, zaczął opowiadać o obietnicach i ostrzeżeniach z Fatimy. Ksiądz był przekonany, że swoje uzdrowienie po ciężkiej chorobie w 1946 roku, zawdzięczał wstawiennictwu Matki Bożej Fatimskiej, dlatego postanowił poświęcić się szerzeniu jej kultu.
Wiosną 1947 roku biskup Leirii pobłogosławił w Fatimie figurę Pielgrzymującej Maryi Panny, która była przeznaczona do odwiedzenia Stanów Zjednoczonych. Przesłanie z Fatimy zostało teraz upowszechnione przez amerykańskie środki masowego przekazu. Ksiądz Colgan uznał, że najlepszą rzeczą, jaką on mógłby uczynić, byłoby upowszechnienie w jego parafii tych orędzi i sprawienie, aby parafianie żyli według próśb Matki Bożej. By osiągnąć ten cel, zebrał przesłania z Fatimy w trzy główne punkty: 
- nabożeństwo do Niepokalanego Serca Najświętszej Maryi,
- codzienne rozważanie różańca
- prawidłowa obserwacja i uświęcenie obowiązków stanu danej osoby[2].

Wykonanie tego miało, w myśl intencji księdza Colgana, przyspieszyć nastanie powszechnego pokoju i nawrócenie Rosji, tak jak Matka Boża obiecała w Fatimie. W późniejszym okresie ksiądz Colgan uznał, że do wymienionych trzech aspektów, należy dodać jeszcze dwa całkowicie zewnętrzne w stosunku do przesłania:
- podpisanie małego zobowiązania – obiecanie wypełnienia próśb Matki Bożej;
- zastosowanie zewnętrznego znaku, medaliku o kolorze niebieskim lub wstążki, aby pamiętać o złożonej obietnicy[2].

Wpis byłby bezpłatny i nie byłby to ślub (ślubowanie). 
Inicjatywa księdza spotkała się z wielkim uznaniem wiernych. W krótkim czasie mała parafia świętej Maryi z Plainfield zaczęła przyjmować masowo ludzi do tego ruchu, którzy porwani kazaniami księdza Colgana postanowili się przyłączyć.
Do ruchu dołączył też pisarz John Haffert, który na prośbę księdza głosił wykłady dla parafian o objawieniach fatimskich. Pomysłem pisarza było poszerzenia tego eksperymentu na inne parafie i narody. Tak narodziła się Niebieska Armia Maryi.
W maju 1947 roku, ksiądz Colgan udał się do Watykanu, aby przedstawić projekt papieżowi Piusowi XII. Papież zaakceptował organizację mówiąc: „Jako głowa świata, przeciwna komunizmowi, błogosławię ciebie i wszystkich członków Niebieskiej Armii”. 
W krótkim czasie organizacja zaczęła rozprzestrzeniać się na całym świecie. W 1950 roku, było już milion zarejestrowanych członków. W 1953 roku – pięć milionów, a obecnie liczba przekracza 20 milionów członków rozrzuconych po całym świecie.
Błękitna Armia odegrała szczególną rolę w okresie zimnej wojny, jednocząc naród amerykański (i wiele innych środowisk) w duchowej walce z komunizmem. Za pomocą środków religijnych, przede wszystkim modlitwy różańcowej, pokuty i pielgrzymek (głównie do Fatimy, gdzie Błękitna Armia zbudowała własny dom pielgrzyma, Domus Pacis) oraz za pomocą kształcenia religijnego (przez wydawane czasopismo SOUL Magazine oraz druk książek o tematyce maryjnej) Błękitna Armia stara się odpowiedzieć na wezwania Matki Bożej Fatimskiej, a tym samym doprowadzić do „nawrócenia Rosji”.
Na poziomie międzynarodowym, biskup Joao Venancio z Leiría-Fátima był pierwszym Międzynarodowym Prezesem. Centrum międzynarodowe zostało ustanowione w Domus Pacis, w Fatimie, w Portugalii. Stowarzyszenie było wtedy prywatnym stowarzyszeniem wiernych.
13 maja 2000 roku, za pontyfikatu papieża Jana Pawła II, który był znanym czcicielem Matki Bożej Fatimskiej, miała miejsce beatyfikacja bł. Hiacynty i bł. Franciszka – wizjonerów z Fatimy. Papież zasugerował zmianę nazwy Błękitniej Armii, aby skoncentrować się na znaczeniu Apostolatu Maryjnego, duchowego w swojej naturze, unikając nieprzychylnego nastawienia pewnych rządów w stosunku do słowa „Armia” i jej wojskowych konotacji. Miało to też związek z upadkiem ZSRR, co spowodowało, że Błękitna Armia przestała być organizacją „walczącą z komunizmem”, a stała się ruchem typowo religijnym. Jej misją stało się jest ratowanie człowieka przed potępieniem, ludzkości przed karą Bożą, Jezusowi zaś i Maryi zadośćuczynienie swoją miłością i ofiarą za postawę tych ludzi, którzy nie kochają i nie wierzą. 
W ten sposób Niebieska Armia Maryi przekształciła się w Światowy Apostolat Fatimski. Jego zasady filozoficzne i teologiczne, napisał profesor Américo Pablo López-Ortiz, filozof z Portoryko. Zasady te przedłożono papieżowi do zatwierdzenia. Ustalono, że ważne są cztery elementy: 
- ofiarowywanie Bogu wszelkie trudności codziennego życia,
- odmawianie różańca,
- noszenie szkaplerza Najświętszej Maryi Panny z Góry Karmel,
- praktykowanie nabożeństwa pierwszych sobót miesiąca[1].

Ojciec Święty zatwierdził Światowy Apostolat Fatimski w dniu 7 października 2005 roku, w uroczystość Matki Bożej Różańcowej, jako międzynarodowe, publiczne stowarzyszenie wiernych na prawie papieskim dla Kościoła Powszechnego. 3 lutego 2006 roku miała miejsce publiczna uroczystość w Watykanie, aby podkreślić ten nowy krok w dziejach organizacji, jak również odbył się kongres międzynarodowy z udziałem wielu osobistości związanych z organizacją i z Fatimą.
Zarząd Międzynarodowy tego ruchu ma od tamtego czasu pierwszego świeckiego prezesa, profesora Américo López-Ortiz.
W 2010 roku Światowy Apostolat Fatimski otrzymał ostateczną aprobatę swojego statutu.
Obecnie Światowy Apostolat Fatimski jest aktywny w 110 krajach.

## Siedziba
Centrum organizacji znajduje się w Waszyngtonie, w stanie New Jersey w USA. Stany Zjednoczone podzielone są na poszczególne oddziały (jest ich ponad 80), zaś w krajach, w których działa Armia istnieją narodowe ośrodki Błękitnej Armii koordynujące działalność ruchu. Niektórzy członkowie organizują się w „komórki modlitwy”, by wspólną modlitwą przybliżać zapowiedziany w Fatimie triumf Niepokalanego Serca Maryi.